# Fotovoltaica sin sol
La fotovoltaica sin sol es una tecnología fotovoltaica que no necesita luz solar para producir electricidad. Esta técnica fue desarrollada por un equipo de investigación del Instituto Tecnológico de Massachusetts. Las células fotovoltaicas convierten la luz en electricidad de forma más eficiente en longitudes de onda específicas. Las características de la superficie de las células fotovoltaicas sin luz solar están diseñadas de tal manera que convierten la energía térmica en longitudes de onda específicas. Esto aumenta la eficiencia de los sistemas termofotovoltaicos (TPV) existentes.

## Principio de funcionamiento
La superficie de este material está grabada con miles de millones de picaduras a nanoescala, de modo que emite ondas en las longitudes de onda especificadas y suprime otras longitudes de onda que no son necesarias. Cuando la superficie se expone a energía térmica, irradia energía luminosa en las longitudes de onda requeridas. Los átomos liberan electrones libres cuando se aplica la radiación, generando así electricidad.

## Desarrollo
Un dispositivo que utiliza radioisótopos es capaz de producir electricidad hasta 30 años sin interrupción mediante un proceso llamado desintegración radiactiva. Otro dispositivo similar fue desarrollado por investigadores del MIT, que utiliza butano como fuente de combustible. Tiene el tamaño de un botón y se calcula que funciona tres veces más que una batería de iones de litio de tamaño similar, además de tener la ventaja de recargarse inmediatamente después de repostar. La termofotovoltaica, una tecnología desarrollada en los años 60, es capaz de convertir la energía térmica en electricidad. Hasta ahora se sabía que la luz solar no es absolutamente necesaria para el funcionamiento de las células fotovoltaicas. La radiación infrarroja no se aprovecha eficazmente en los materiales fotovoltaicos que se caracterizan por una baja separación de bandas, aunque el rendimiento es comparativamente mejor que el de las células fotovoltaicas de silicio normales. Un ejemplo de fotovoltaica que utiliza el calor es un diodo fotovoltaico que produce electricidad a partir del calor desprendido por un emisor térmico alimentado por hidrocarburos.
En la fotovoltaica sin sol, el emisor térmico descrito anteriormente se ajusta con precisión para emitir longitudes de onda específicas que el diodo fotovoltaico puede utilizar, al tiempo que detiene las longitudes de onda que el diodo no puede utilizar. Esto se consigue grabando características de nanoescala como crestas y agujeros en un cristal fotónico de modo que la luz que pasa a través del cristal pueda modificarse.

## Funcionamiento
Como emisor térmico se utiliza una placa de tungsteno con miles de millones de hoyos a nanoescala en la superficie, cada uno de los cuales actúa como un resonador. Al calentarse, la placa irradia longitudes de onda específicas y genera un espectro de emisión alterado.

## Aplicaciones
La energía fotovoltaica sin sol puede aplicarse en dispositivos electrónicos como los smartphones. Su valor de densidad de corriente tiene capacidad para triplicarse en los próximos años, cuando podría alimentar un smartphone durante más de 20 días sin necesidad de recarga intermedia. También se puede utilizar para utilizar el calor residual de aparatos eléctricos como televisores y aparatos electrónicos como teléfonos móviles.